# Mansplaining
| Mansplaining |
| --- |
| - Betydelse – att nedlåtande förklara något för en person som redan känner till det, eftersom personen förutsätts vara mindre vetande - Verb – mansplaina |

Mansplaining är ett pejorativ som är sammansatt av de engelska orden man och explain ('förklara'). Begreppet definieras som "att förklara något för någon, oftast en man till kvinna, på ett sätt som betraktas som nedlåtande eller ringaktande". Ordet har sitt ursprung i engelskan, men har börjat förekomma också i svenskan. Lily Rothman från The Atlantic definierar det som "att förklara utan hänsyn till det faktum att den som får saken förklarad för sig vet mer än den som förklarar, ofta en man för en kvinna", och den feministiska författaren och essäisten Rebecca Solnit tillskriver fenomenet en kombination av "övertro och okunskap".
Begreppet har fått viss spridning, men är till viss del omstritt, såväl socialt som politiskt, delvis för att begreppet specifikt utpekar män som grupp.

## Definition
Mansplaining omfattar flera beteenden som tyder på en talares låga respekt för en åhörare eller för en person som diskuteras, som inte verkar ha andra orsaker än talarens antagande att åhöraren eller diskussionsföremålet, i egenskap av att vara kvinna, inte har samma förmåga att förstå som en man. Den täcker också situationer där en person använder en konversation i första hand för att framhäva sig själv inför en kvinnlig lyssnare, som antas vara mindre kunnig.
Solnits ursprungliga essä gick längre och diskuterade konsekvenserna av detta könade beteende och uppmärksammade den effekt detta hade i att skapa en tysthetskultur och maktlöshet. Solnit publicerade senare essäsamlingen Män förklarar saker för mig, med sex andra essäer om liknande teman. 
En del i beteendet är ofta att en privilegierad part förklarar en marginaliserads persons upplevelse för denne. Som sådan är det ett sätt att se till att privilegierade grupper fortsätter att vara privilegierade, något som i intersektionell analys har kallas kyriarki.
Mansplaining skiljer sig från andra former av nedlåtenhet i att det ofta är specifikt könsrelaterat och rotat i ett sexistiskt antagande att en man i regel är mer kunnig eller klarar av att förstå mer än en kvinna. Enligt viss forskning finns det tecken på att män i västvärlden utvecklar ett starkare självförtroende än kvinnor, något som har föreslagits som en bidragande orsak till fenomenet.
Flera definitioner av ordet mansplaining som spritts inbegriper även antifeministiska åsikter i definitionerna av ordet, såsom exempelvis att kvinnor inte accepterar fakta, på den användarskapade webbsajten Urban Dictionary. Men även definitioner som handlar om den mer allmänna företeelsen att män talar till, eller om, kvinnor, har framträtt, något som snarare underblåser "kriget mellan könen på internet" snarare än minskar dem. De tidiga definitionerna har dock inkluderat nedlåtenhet kopplad med okunskap och placerat könstillhörigheterna i fraser som antyder att beteendet inte är fast knutet till könstillhörighet, utan enbart "ofta" är kopplade till könstillhörighet. Som Rationalwiki uttrycker det: "[mansplaining bör inte] antyda att någon som inte är en del av en undergrupp eller minoritet inte bör ha en åsikt om ett ämne som är specifikt för den gruppen; det säger bara att man bör begrunda vari hans eller hennes auktoritet grundar sig, och att man bör stanna upp och lyssna när faktiska autentiska röster från gruppen talar."

## Historia

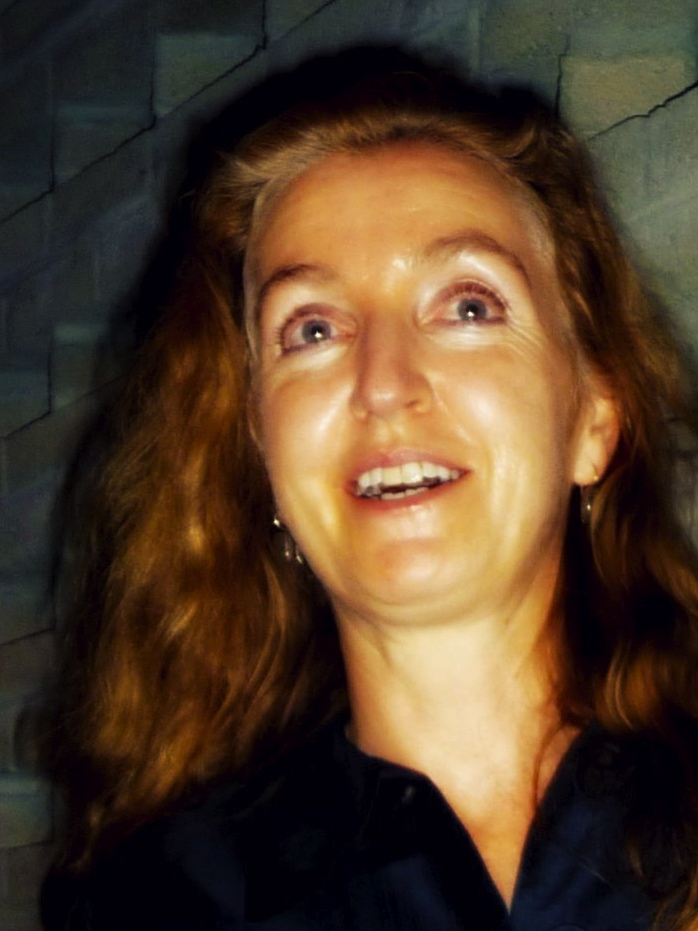
Rebecca Solnit, som skrev den essä som ofta sägs utgöra grunden för diskussionen om mansplaining.

Nybildningen mansplaining dök upp i engelskan samtidigt på flera ställen, vilket gör att dess ursprung är svårt att fastställa. Företeelsen har dock funnits under lång tid.
I en essä från 2008 med titeln "Män förklarar saker för mig" ("Men Explain Things To Me") i Los Angeles Times berättade Rebecca Solnit om ett möte med en man som sade att han hade hört att hon hade skrivit några böcker. Hon började berätta om sin senaste bok som handlade om Eadweard Muybridge, varpå mannen avbröt henne och frågade om hon hade "hört talas om den mycket viktiga Muybridge-boken som kom ut i år". Solnit och en vän till henne försökte förklara att det var Solnits bok, men mannen kunde ej ta att det var Solnit som skrivit boken. I inlägget använde Solnit inte ordet mansplaining, men beskrev fenomenet som "något som varje kvinna känner till".
Ordet tros ha använts första gången 2008 eller 2009, strax efter att Solnit publicerade sitt blogginlägg i april 2008. En månad senare dök ordet upp i en kommentar på sociala nätverket LiveJournal, och användningen har vuxit sedan dess. Det blev snart populärt bland feministiska bloggare, och senare utanför den kretsen. Som engelskt ord finns det med på New York Times lista över årets ord 2010, nominerades till American Dialect Societys mest kreativa ord 2012, och lades till i webbversionen av Oxford Dictionaries 2014.
2013 meddelade Dictionary.com att de lade till både mansplain och suffixet -splain till sin engelska ordbok. Dess tillkännagivande löd bland annat: "förutom att vara kreativ har denna term, särskilt -splaining-delen, visat sig vara otroligt robust och användbar som ett sammansättningsled under 2013". Dictionary.com noterade att den betydelse som avsågs i mansplain hade förändrats något sedan 2009, från "intensiv och allvarlig till vardaglig och skämtsam", medan äldre -splain-ord fortfarande har "tunga kulturella och politiska konnotationer och ofta anges i närheten av namn på politiker."
Mansplaining har också lett till parallella konstruktioner såsom whitesplaining och rightsplaining.
Ordet används även i svenskspråkiga sammanhang och 2015 tog svenska språkrådet med mansplaining i sin nyordslista. Där definieras ordet som: "Förklaring som ges av män till kvinnor, som förutsätts vara mindre vetande", med tillägget: "Verbet som används är mansplaina." En svenskspråkig variant, förkarla, har förekommit som förslag till ersättning för anglicismen vid några olika tillfällen.

## Exempel och kontroverser
Användbarheten av ordet mansplaining är omstridd. På grund av sina negativa associationer och utpekande av ett kön som grupp har begreppet fått kritik för att ha en inbyggd fördom mot män. Begreppet har också stundom använts som ett ad hominem-argument för att få stopp på diskussioner. Andra har kommenterat att mansplaining har drabbats av en betydelseförskjutning och en överanvändning som spär ut ordets ursprungliga betydelse.
2015 blev en staty vid University of the Incarnate Word i San Antonio kritiserad för att exemplifiera mansplaining. Statyn heter "Classmates". Samma år gjorde juridik- och medicinassistenten och utbildaren Elle Armageddon ett flödesschema med råd för när någon bör förklara något för en dam, vilket genast fick stor spridning på internet. Bland reaktionerna Armageddon fick var att flödesschemat var sexistiskt mot män, trots att det inte angavs att det riktades mot män.
En tweet som parodierade mansplaining skrevs av författaren Katie Cunningham 2016 och fick stor spridning: "Min favoritlek är att låtsas som att jag inte kan förstå något mycket enkelt när en man förklarar något för mig för att se hur dum han tror att jag är." Flera av reaktionerna Cunningham fick handlade om män som förklarade för henne att hennes beteende var fel, varpå hon använde samma teknik som hon nyss beskrivit.
Under 2016 blev en svensk telefonhjälplinje om härskartekniker, upprättad av fackförbundet Unionen, internationellt uppmärksammad. Den allmänna bilden var att telefonlinjen skulle handla om mansplaining. Fackförbundet kommenterade händelsen med att huvuddelen av de som ringde var män som ville förklara vad mansplaining var eller för att klaga.